# Wu Changshuo
Avís: en els noms xinesos el cognom va al davant, en aquest cas Wu.

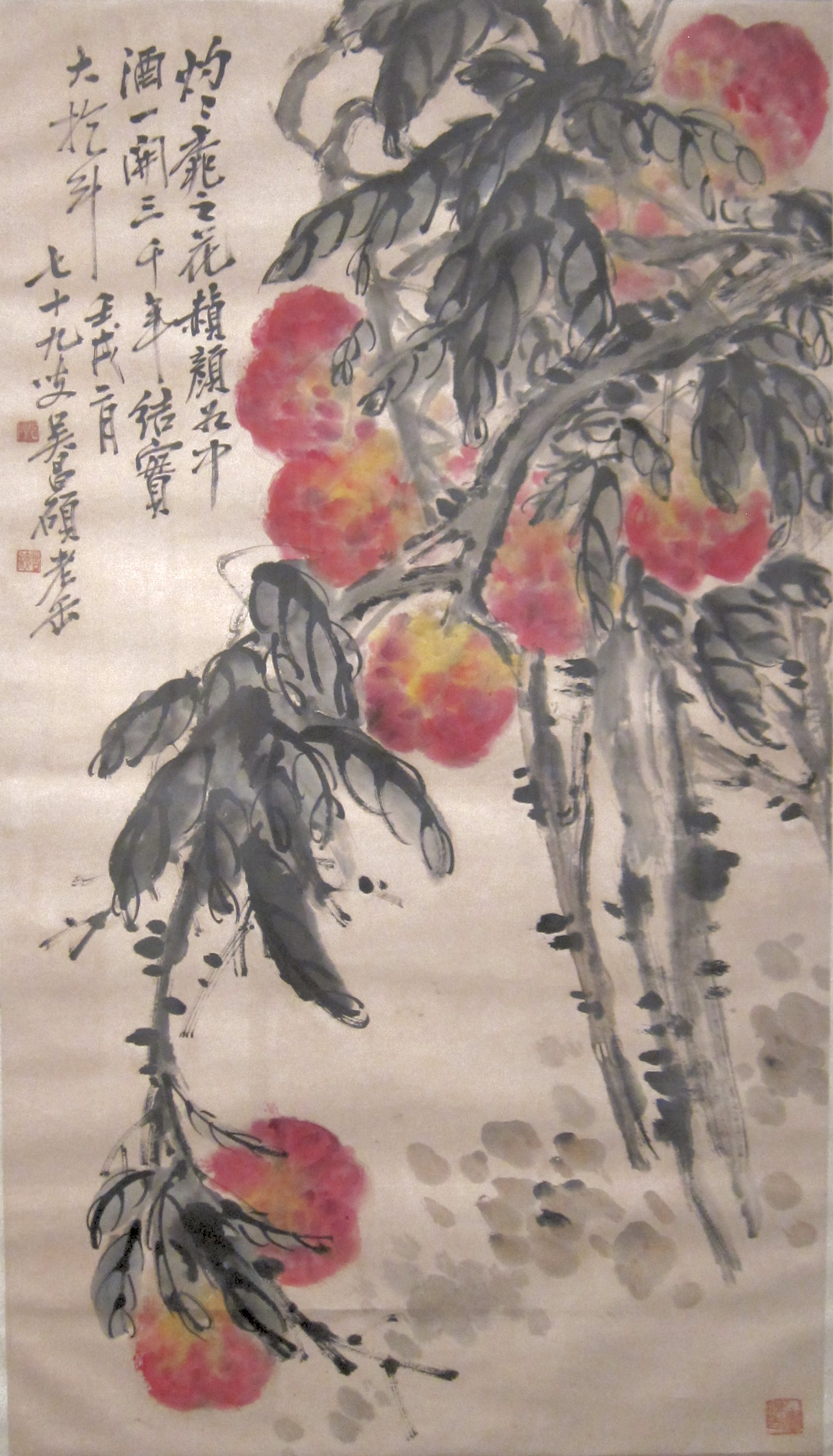
"Préssecs"

Wu Changshuo (xinès simplificat: 吴昌硕; xinès tradicional: 吳昌碩; pinyin: Wú Chāngshuò), també conegut com a Junqing, fou un pintor, poeta cal·lígraf i artesà de segells per a tinta que va viure durant els darrers anys de la dinastia Qing i els inicis de la República. Va néixer el 12 de setembre de 1844 a Huzhou (altres fonts indiquen Anji), província de Zhejiang, en una família d'erudits, amb el nom de Wu Jun (va utilitzar “Changshuo als 70 anys). Va morir el 29 de novembre de 1927. La rebel·lió Taiping va afectar la seva família. Havent ja complert vint anys es traslladà a Suzhou (Jiangsu). Va estar al servei de l'Administració imperial a Liaoning per un breu període. També va estar relacionat amb la societat acadèmica Xiling (Hangzhou) dedicada a l'artesania dels segells per a tinta. Va ser molt amic de Ren Bonian.
Va gaudir d'una gran popularitat com a pintor. Va renovar la pintura de flors i ocells. El seu estil s'associa al que en la història de l'art xinès denomina estil “sense ossos”. Està vinculat a l'”Escola de Xangai” (“Hai Pai”), d'enorme repercussió en la vida cultural d'aquesta ciutat i que combinava l'estètica occidental i l'oriental. Al Japó va ser molt ben considerat com a artista. Es troben exposades obres seves a l'Ashmolean Museum d'Oxford, al Museu de Belles Arts de Boston, al Metropolitan Museum of Art de Nova York i al Wu Changshuo Memorial Hall de Xangai. L'Institut Valencià d'Art Modern ha realitzat una exposició de ventalls on es mostrava una peça seva.